# Emmanuel Louis-Jeune
Emmanuel Louis-Jeune (né le 2 janvier 1992 à Bainet, Haïti) est un économiste, auteur, conférencier et activiste engagé dans le développement des organisations juvéniles en Haïti,.

## Biographie

### Enfance et éducation
Emmanuel Louis-Jeune est le benjamin d'une famille de six enfants. Il effectue ses études scolaires à Bainet jusqu'à la classe de rhéto, avant de poursuivre ses études secondaires à Port-au-Prince, où il termine en philosophie.
Il obtient une licence en sciences économiques à l’Université INUKA et une spécialisation équivalente à un Master 1 dans le cadre d’un programme de coopération entre l’Université INUKA et l’Université Paris 13. Par ailleurs, il complète une formation en développement communautaire avec l’organisation internationale MORE.

## Parcours professionnel et associatif
Intéressé par les questions économiques et sociales, Emmanuel s’est impliqué activement dans des associations de jeunesse, notamment CADH, où il a occupé les postes de secrétaire pendant trois ans, puis de président pendant une durée similaire. Il a également été responsable du développement et de la formation au sein de l'organisation Angajman. À travers ces structures, il a organisé des formations, des conférences, et publié des dizaines d’articles axés sur l’économie, la politique et le développement social sur le blog de CADHai.
En 2017, Emmanuel entame une carrière professionnelle dans une entreprise basée à Port-au-Prince, tout en se lançant dans l’entrepreneuriat. Ces expériences nourrissent ses réflexions sur les enjeux socio-économiques et politiques d’Haïti, qu'il partage à travers des articles et des conférences.

## Carrière littéraire
Emmanuel Louis-Jeune s’illustre également dans le domaine littéraire. Sa passion pour l’écriture remonte à son adolescence, lorsqu’il rédigeait des poèmes inspirés par les aspects romantiques de l’être humain. Son parcours d’auteur évolue en trois étapes :
- La poésie, destinée à ses camarades durant ses années de secondaire.
- Les articles d’analyse, publiés dans un cadre militant sur des thèmes économiques, politiques et sociaux.
- La publication de son premier ouvrage, Une entente nationale pour la justice sociale en Haïti : 5 changements de paradigmes nécessaires, publié en mai 2021 avec une préface d’Étzer Émile[7].

Pour Emmanuel, l’écriture représente une manière de partager ses pensées et analyses, tout en proposant des solutions concrètes pour améliorer la situation socio-économique d’Haïti.

## Réalisations notables
- Organisation d’événements para-universitaires, dont des conférences et des sorties touristiques en Haïti.
- Contribution à la réalisation du Sommet Mondial Leadership Jeunesse en partenariat avec l’organisation Barnabas.
- Animation de plusieurs formations et conférences pour des organisations de jeunesse.
- Publication d’un livre sur les paradigmes nécessaires pour une justice sociale en Haïti.